# 丸カン
丸カン（マルカン、丸鐶）は、他の金具やパーツを連結する際などに、そのつなぎ役として使用する、丸型の金具。

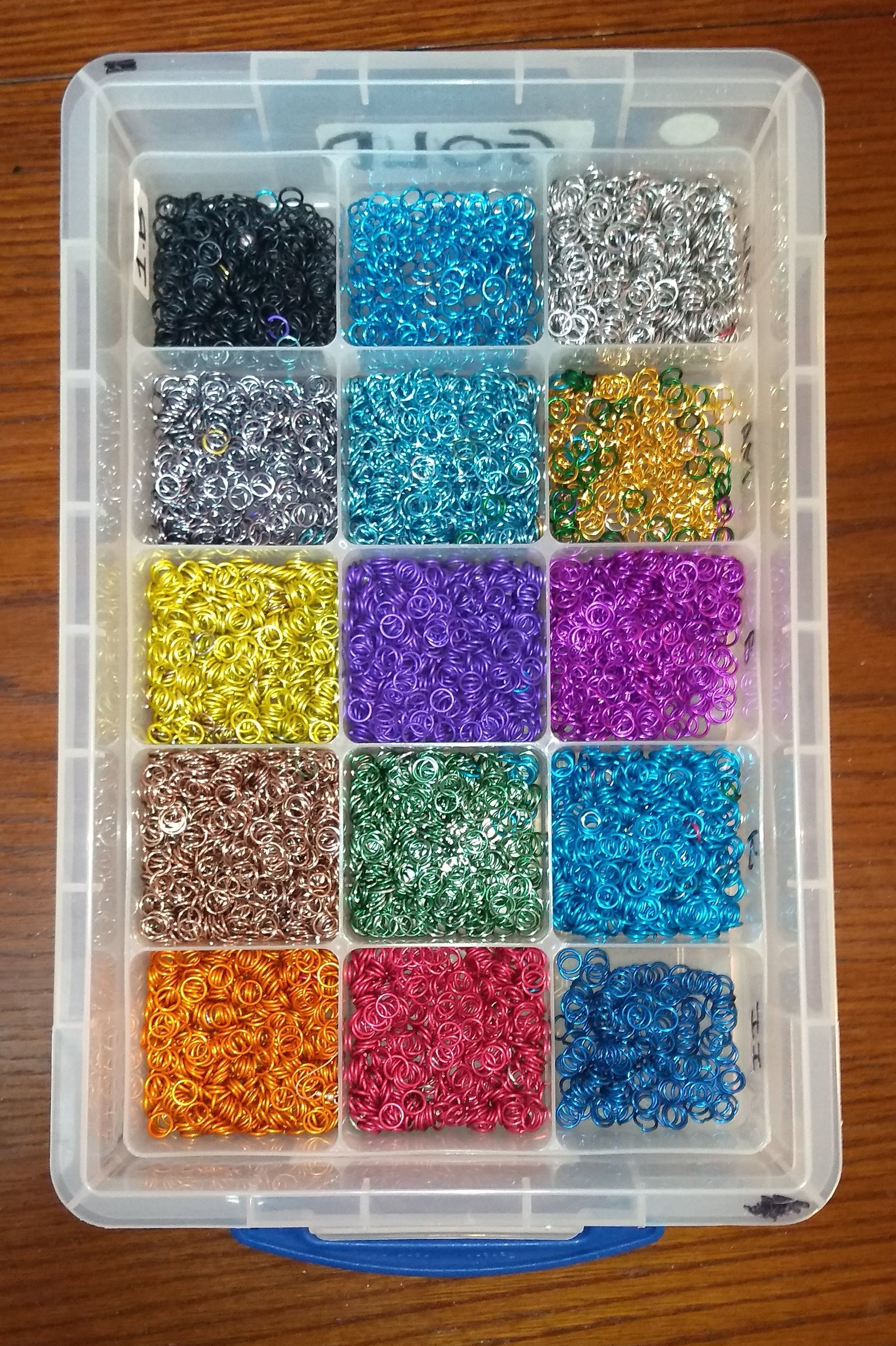
アクセサリー用にアルマイトで着色された丸カン

## 構造
丸カンは、針金を輪の形にした単純な形をしており、切れ目がある。切れ目部を開閉することにより、他のパーツとの結合・分離が可能。
なお、英語ではRound Jumpringとなる。

## 材質

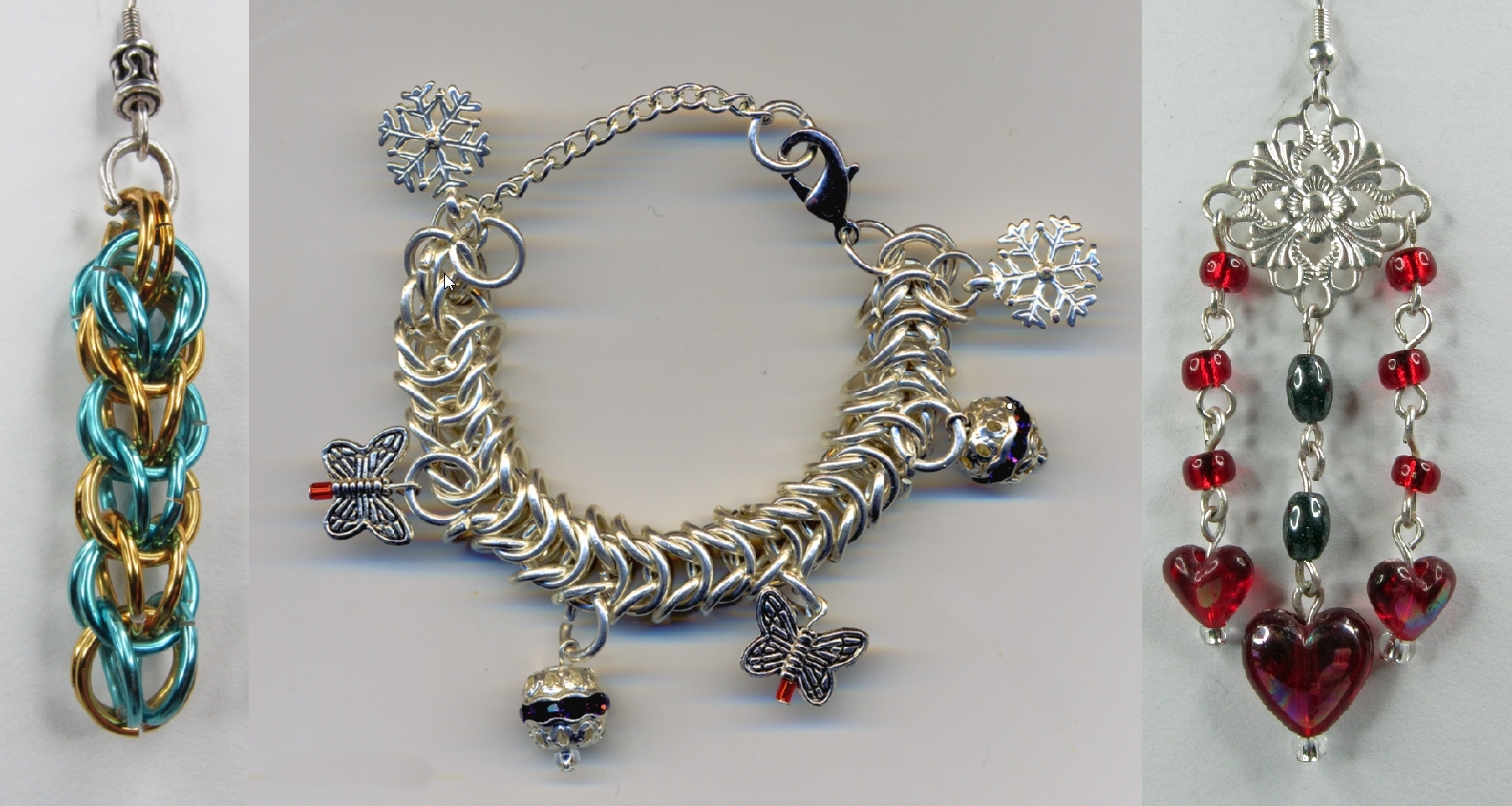
丸カンで作った装身具

丸カンは手芸用品として一般的に多用されており、比較的柔らかな金属素材を使ったものが見られる。一般の工作用、また水周りに使用されるものでは錆に強いステンレスを使ったものもある。繋ぎ目が外れないよう、二重にまかれたもの（二重丸カン・二重カン）も利用される。

## 用途
- ネイル用
- インテリア用
- アクセサリー制作用
- フィッシング用[1][2][3]